# Massimo De Mattia
Massimo De Mattia (Pordenone, 1959) è un flautista e compositore italiano.
Flautista, Compositore e musicista d'avanguardia.
Massimo De Mattia è un flautista e compositore italiano, pionieristico nell'ambito della musica contemporanea e del jazz. Con una carriera che si estende per oltre quarant'anni, ha innovato l'uso del flauto traverso, portandolo a nuove vette espressive. Il suo approccio creativo ha trasformato il flauto in uno strumento che esplora nuove possibilità sonore, fondendo tecnica e sperimentazione.
Ha collaborato con diversi musicisti e artisti di fama internazionale, sia in ambito jazz che nella musica contemporanea (Evan Parker, Herb Robertson, Zlatko Kaucic, Sandor Szabo, Teho Teardo, Xavier Girotto, Marco Colonna, Lê Quan Ninh). Le sue composizioni e performance sono caratterizzate da un dialogo costante tra ricerca sonora, improvvisazione e innovazione stilistica, facendolo diventare un punto di riferimento nel panorama musicale italiano e internazionale.
De Mattia ha pubblicato più di 50 opere discografiche, portando il flauto a essere un elemento centrale nella musica avanguardistica e d'improvvisazione. La sua ricerca musicale continua a spingere i confini della tecnica flautistica, esplorando la sinergia tra suono e movimento, ritmi non convenzionali e texture sonore uniche.

## Discografia parziale
- "Poesie pour Pasolini" (Splasc(H) Records,1993)
- "The Silent Drama" (Splasc(H), 1995)
- Maier, Ghirardini, Pacorig, De Mattia + Gianluigi Trovesi – "Masut" (Nota Records, 1995)
- "Viaggio al termine delle note" (Setola Di Maiale, 2000)
- "La parte (o)scura, ascoltando Antonjn Arraud" (Splasc(H) Records, 2000)
- "Schiele, jazz oratorio" (Splasc(H) Records, 2003)
- Massimo De Mattia /Ermes Ghirardini /Giovanni Maier – "Cityloops" (Palomar Records, 2004)
- "Pulp" (Hoaxhobo,2006)
- "Duel: (Denis Biason / Massimo de Mattia) – "Duel2" (Setola di Maiale,2010)
- "Atto Di Dolore" (Setola di Maiale,2010)
- "Mikiri+3" (Setola di Maiale, 2011)
- Massimo De Mattia /Giovanni Maier /Zlatko Kaučič – "The Jazz Hram Suite" (Palomar Records, 2011)
- "Black Novel" (Rudi Records, 2012)
- "Hypermodern" (Rudi Records,2014)
- Tea Time (Rudi Records)
- Jazz Loft (Artesuono/Controtempo 2016)
- " Skin" (Caligola Records)
- "Ethnoshock!" (Caligola Records, 2017)
- "Riot" (Caligola Records, 2020)
- "Electroscope" (2022)
- " Tilt, concerto improvvisato per flauto e orchestra" (Artesuono)
- "Black Strata" (Setola di Maiale, 2022)
- "Domicide" (Aut Records, 2024)
- "Passaggi paralleli" (Palomar Records, 2024)
- "Resonance" (Aut Records, 2025)